# Tippy de Lanoy Meijer
Mr. Charles François 'Tippy' de Lanoy Meijer (Vianen, 16 november 1943) is een Nederlands voormalig hockeyer.

## Familie
Meijer is de zoon van mr. Charles Henry de Lanoy Meijer (1921-1988) en jkvr. Marie Wilhelmine Louise de Geer (1919-1988), lid van de familie de Geer en dochter van mr. Barthold Jacob Lintelo baron de Geer (1884-1950), heer van Jutphaas, dijkgraaf, en van jkvr. Anna Cornelia Röell, vrouwe van Hazerswoude (1889-1970). Hij trouwde in 1968 met Mary Alwina Gunning, met wie hij vier kinderen kreeg.

## Hockeyloopbaan
De Lanoy Meijer was middenvelder bij de Nederlandse hockeyploeg die deelnam aan de Olympische Spelen van 1968. Hij speelde in de periode 1966-1970 58 interlands. In de Nederlandse competitie kwam De Lanoy Meijer uit voor Laren en later ook voor BMHC. Hij was naast het hockey werkzaam als bedrijfsadviseur.
Joost Boks · 
Aart Brederode · 
Edo Buma · 
Sebo Ebbens · 
John Elffers · 
Jan Piet Fokker · 
Otto ter Haar · 
Gerard Hijlkema · 
Arie de Keyzer · 
Ewald Kist · 
Tippy de Lanoy Meijer · 
Frans Spits · 
Heiko van Staveren · 
Theo Terlingen · 
Kik Thole · 
Theo van Vroonhoven · 
Piet Weemers ·
Coach: Piet Bromberg